# Rayvien Rosario
Rayvien Rosario, né le 11 avril 2004 à Willemstad, est un footballeur international curacien qui joue au poste de milieu offensif à Sparta Rotterdam.

## Carrière

### En club
Formé au Voetbal Club Sparta, il arrive à l'académie du Sparta Rotterdam en 2020. Il fait ses débuts professionnels le 29 février 2023 lors d'une défaite 4-0 contre l'Ajax Amsterdam. Le 11 avril 2023, il signe son premier contrat professionnel jusqu'au 30 juin 2026.
Le 17 août 2024, il signe avec l'Excelsior Rotterdam pour une durée de trois saisons. Il joue son premier match le 25 août 2024 contre le Vitesse Arnhem.

### En sélection
Il fête sa première sélection le 5 juin 2024 lors d'une victoire 4-1 contre la Barbade aux éliminatoires la coupe du monde 2026.
Il fait partie de l'effectif qui participe à la Gold Cup 2025. Il n'a pas joué durant le tournoi et la Curaçao est éliminée au premier tour après deux nuls et une défaite.